# Cyphostemma roseiglandulosum
Cyphostemma roseiglandulosum är en vinväxtart som beskrevs av Descoings. Cyphostemma roseiglandulosum ingår i släktet Cyphostemma och familjen vinväxter. Inga underarter finns listade i Catalogue of Life.